# Naturpark Landseer Berge
Koordinaten: 47° 32′ 38,7″ N, 16° 20′ 2,1″ O

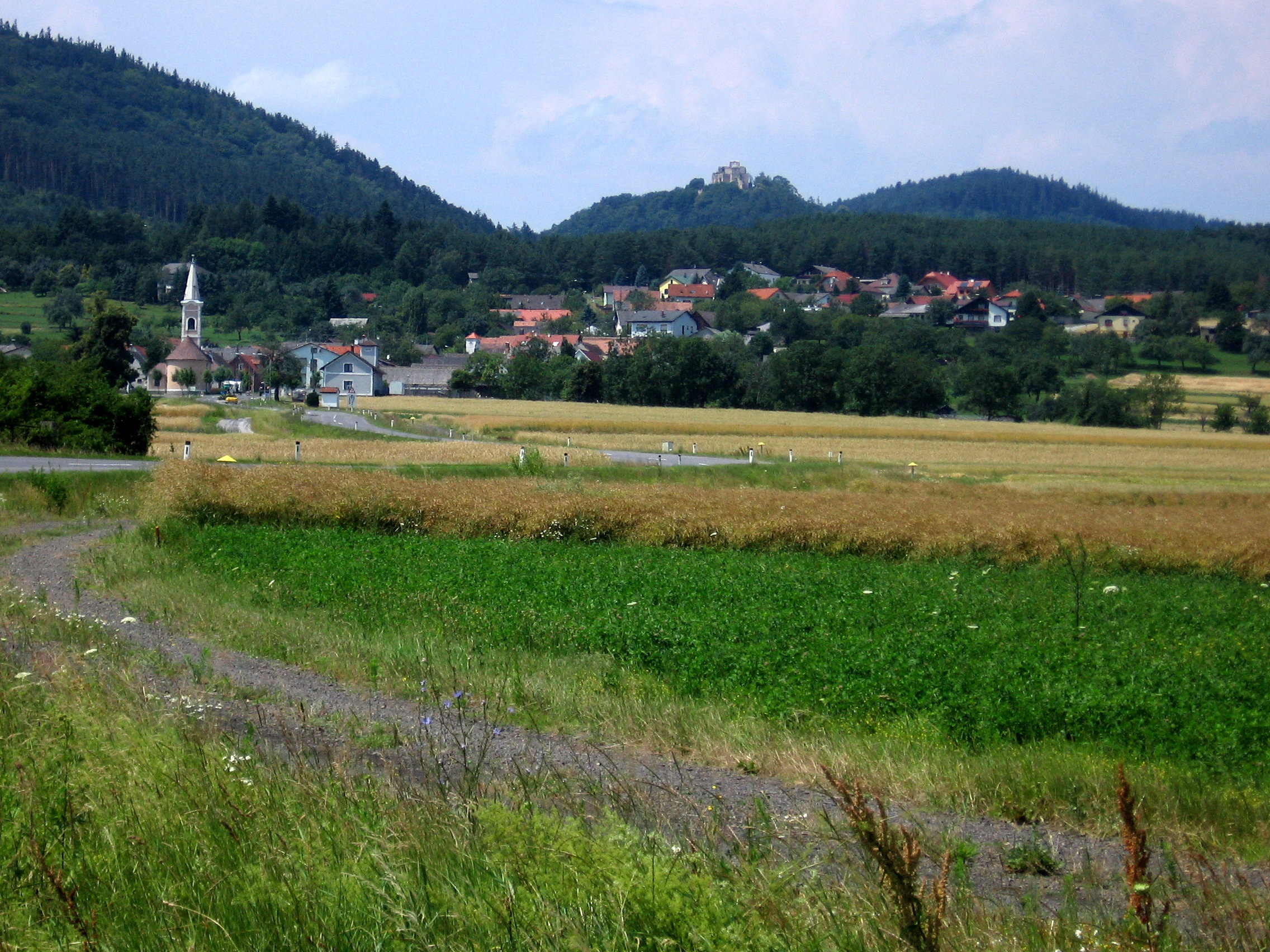
Naturpark Landseer Berge

Der Naturpark Landseer Berge liegt im westlichen Bereich des Bezirks Oberpullendorf (Burgenland) und im östlichen Teil des Bezirkes Wiener Neustadt Land (Niederösterreich). Er liegt im Übergangsbereich der Alpen – als Ausläufer in dieser Region als Buckligen Welt bezeichnet – zur pannonischen Tiefebene. Zusätzlich zum Prädikat „Naturpark“ ist das gesamte Gebiet auch als Landschaftsschutzgebiet unter Schutz gestellt. Niederösterreichische Naturparkgemeinde ist Schwarzenbach, burgenländische sind Draßmarkt, Kaisersdorf, Kobersdorf, Markt Sankt Martin und Weingraben.
Im Dezember 1999 erfolgte die Errichtung. Die Fläche beträgt ca. 6500 Hektar.

## Natürliche Sehenswürdigkeiten
Im Übergang zweier Florenprovinzen (Alpinum und Pannonicum) und auch zweier Landschaftstypen reicht die Höhenlage dieses Naturparks von ca. 330 m bis ca. 760 m.
Das Gebiet umfasst ein geschlossenes Waldgebiet (Eichen-Kiefern-Wald) im Mittelbereich und besitzt einen großen Artenreichtum an Flora und Fauna. Geologisch ist das Gebiet insbesondere wegen seines Basalt-Vorkommens interessant, welches von Eruptionen von einem schon seit Urzeiten erloschenen Vulkan (heutiger Pauliberg) stammt.

## Errichtete Sehenswürdigkeiten
Im Gebiet des Naturparks gibt es mehrere Sehenswürdigkeiten aus unterschiedlichen Zeitepochen:
- keltische Höhensiedlung Burg und Aussichtsturm in Schwarzenbach: Am sogenannten Burgberg bei Schwarzenbach gab es eine größere Ansiedlung in der Keltenzeit. Heute kann die Wallanlage zur Sicherung der Siedlung besichtigt werden, ein Eingangstor und ein Stück der prähistorischen „Stadtmauer“ wurden rekonstruiert. Zusätzlich wurden einige Holzhütten rekonstruiert, die nur mit den damals zur Verfügung stehenden Werkzeugen errichtet wurden. Somit konnte bewiesen werden, dass diese Gebäude auch zur Zeit der Kelten tatsächlich so errichtet werden konnten. Zur Sonnenwende wird ein Keltenfest abgehalten.
- Ruine Schwarzenbach am Schlossberg
- Wallfahrtsort Maria Bründl am Burgberg
- Museumsturm (Aussichtsturm) in Schwarzenbach,
- Waldlehrpfad Schwarzenbach,
- Vogellehrpfad Schwarzenbach,
- Urgeschichtlicher Wanderweg in Schwarzenbach,
- Burgruine Landsee: Mittelalterliche Festungsanlage, siehe dort,
- Schloss Kobersdorf: Renaissanceschloss, siehe dort,
- Heimatmuseum Kobersdorf, Einrichtungsgegenstände und Trachten aus dem 19. Jahrhundert
- Mida-Huber-Haus, Landsee Wohnhaus der burgenländischen Heimatdichterin
- Pressenlehner Mühle in Schwarzenbach,
- burgenländisches Steinmuseum in Landsee.